# Cantón de Villers-Bocage (Somme)
El cantón de Villers-Bocage era una división administrativa francesa, que estaba situada en el departamento de Somme y la región de Picardía.

## Composición
El cantón estaba formado por veinticuatro comunas:
- Bavelincourt
- Beaucourt-sur-l'Hallue
- Béhencourt
- Bertangles
- Cardonnette
- Coisy
- Contay
- Flesselles
- Fréchencourt
- Mirvaux
- Molliens-au-Bois
- Montigny-sur-l'Hallue
- Montonvillers
- Pierregot
- Pont-Noyelles
- Querrieu
- Rainneville
- Rubempré
- Saint-Gratien
- Saint-Vaast-en-Chaussée
- Talmas
- Vadencourt
- Vaux-en-Amiénois
- Villers-Bocage

## Supresión del cantón de Villers-Bocage
En aplicación del Decreto n.º 2014-263 de 26 de febrero de 2014, el cantón de Villers-Bocage fue suprimido el 22 de marzo de 2015 y sus 24 comunas pasaron a formar parte; trece del nuevo cantón de Corbie ocho del nuevo cantón de Amiens-2 y tres del nuevo cantón de Flixecourt.